# Still Life (Opeth-Album)
Still Life ist das vierte Album der schwedischen Progressive/Death-Metal-Band Opeth, welches in Europa 1999 unter dem Label Peaceville Records erschien. Es war das bislang kommerziell erfolgreichste Album der Band. Nach dem Vorgängeralbum My Arms, Your Hearse ist es das zweite Konzeptalbum der Band. Es ist außerdem das erste Album mit Martin Mendez als Bassist, der Mikael Åkerfeldt, der im Vorgängeralbum sowohl Gitarre, als auch Bass gespielt hat, ablöst. Seit diesem Album blieb die Besetzung der Band bis Mai 2006 gleich.

## Musikstil
Das Album weist wie alle anderen Opeth-Alben vor Heritage (mit Ausnahme von Damnation) die charakteristische Verschmelzung von Death Metal und Progressive Rock auf. Passagen mit verzerrten Gitarrenmelodien und tiefen Growls und solche mit akustischer Gitarre und normalem Gesang ziehen sich abwechselnd durch das gesamte Album.

## Texte
Die Handlung ist den Songtexten nicht eindeutig zu entnehmen, da diese oftmals mehrere Interpretationen zulassen.
Der Protagonist ist ein geborener Christ, der mit der Zeit seinen Glauben zu hinterfragen beginnt und ihn immer weiter verliert, bis er schließlich infolgedessen aus der Dorfgemeinschaft ausgeschlossen wird. 15 Jahre später setzt die Geschichte mit der Rückkehr in die frühere Heimat ein, wo er seine damalige Geliebte Melinda sucht.
Er findet heraus, dass Melinda ihren Eid einem anderen geschworen hat. Es ist nicht eindeutig, ob damit gemeint ist, dass sie einen anderen geheiratet hat oder ob sie Nonne geworden ist. Auf Letzteres weist die Textpassage “a harlot of god upon the earth” (deutsch: „eine Hure Gottes auf Erden“) hin. Er bittet sie, mit ihm zu kommen mit den Worten “all faith forever has been washed away” (deutsch: „aller Glaube wurde für immer abgewaschen“) was als endgültiger Bruch mit dem Christentum verstanden werden kann, aber auch als Ausdruck der Enttäuschung. Melinda gesteht ihm zwar ihre Liebe, verspricht jedoch nicht, mit ihm zu kommen.
Der folgende Song beschreibt, dass Melinda offenbar erwürgt wurde. Es bleibt unklar, wer sie getötet hat. Der Protagonist verliert unter dem Eindruck ihres Todes die Kontrolle und richtet ein Blutbad im Dorf an, bis er schließlich vor Schwäche zusammenbricht. Zuletzt wird er gehängt, wobei die letzten Zeilen lauten “and the last sight I did see is still here beckoning right behind me” (deutsch: „und das letzte, was ich sah, ist immer noch hier und winkt zugleich hinter mir“). Dies kann als Schilderung des Todes interpretiert werden, eine andere Interpretation ist, dass er Melinda hinter sich in der Menge sieht, die ihm zuwinkt.

## Besonderheiten
- Im ersten Lied The Moor ist teilweise nur eine Audiospur zu hören. Dies ist auf einen Fehler in der Produktion zurückzuführen, welcher sich anfangs durch das gesamte Lied zog. Nachdem Anders Fridén von In Flames die Band darauf aufmerksam machte, konnten die Fehler bis auf zwei Stellen beseitigt werden.
- Das abrupte Ende des sechsten Liedes hingegen ist nach Aussage von Mikael Åkerfeldt Absicht.
- Obwohl die erste Tochter von Mikael Åkerfeldt Melinda heißt, wies er darauf hin, dass dies nicht in Zusammenhang mit dem Lied steht.

## Titelliste
1. The Moor – 11:28
2. Godhead’s Lament – 9:47
3. Benighted – 5:01
4. Moonlapse Vertigo – 9:00
5. Face of Melinda – 7:59
6. Serenity Painted Death – 9:14
7. White Cluster – 10:02